# Arianna W. Rosenbluth
Arianna Rosenbluth (née Wright ; 15 septembre 1927 - 28 décembre 2020) est une physicienne et informaticienne américaine. Elle a notamment contribué au développement de l'algorithme de Metropolis-Hastings et de la méthode de Monte-Carlo par chaînes de Markov.

## Biographie
Rosenbluth fait son premier cycle universitaire à l'université Rice, où elle obtient un baccalauréat universitaire en sciences en 1946. L'année suivante, elle obtient une maîtrise universitaire ès lettres du Radcliffe College. En 1949, Rosenbluth complète un Ph.D. en physique à l'université Harvard sous la supervision de John Hasbrouck van Vleck. Sa thèse s'intitule Some Aspects of Paramagnetic Relaxation.
Elle obtient une bourse de la Commission de l'énergie atomique des États-Unis pour effectuer des études postdoctorales à l'université Stanford. Elle travaillera également au Laboratoire national de Los Alamos sur des aspects informatiques liés au développement de la bombe H.
Elle épouse Marshall Rosenbluth en 1951. Le couple a 4 enfants.
Elle est décédée le 28 décembre 2020 dans la grande région de Los Angeles, en Californie, des complications liées à la Maladie à coronavirus 2019.